# Molophilus upjohni
Molophilus upjohni là một loài ruồi trong họ Limoniidae. Chúng phân bố ở miền Australasia.